# سلالة الجوتيين في سومر
سلالة الجوتي (بالسومرية: 𒄖𒋾𒌝𒆠) أو كوتي أو الكوتيين كانت سلالة وصلت إلى السلطة في بلاد ما بين النهرين ج. 2199 - 2119 ق م، بعد إزاحة الإمبراطورية الأكدية. حكمت قرابة قرن، ومع ذلك تختلف بعض نسخ قائمة الملوك السومريين بين 4 و 25 عامًا. تميزت نهاية سلالة جوتي بانضمام أور نمو مؤسس سلالة أور الثالثة، في ج. 2112 ق م. كان الجوتيون من السكان الأصليين في جوتيوم، التي يفترض أن تكون في جبال زاغروس الوسطى.

## التاريخ
وُصف الجوتيين بأنهم جزء من الحشد الذي أطاح بمملكة أكد.

## قائمة ملوك الجوتيين
ذكرت الكتابات السومريه والنصوص الذي عثرنا عليها علي اسم أول ملك جوتي وكان «ايربدو بيزير» الذي كان معاصر الملك الاكدي «نرام سين».
وذكرت أيضا النصوص السومريه عن أول ملوكهم الذين حكموا بعد غزوهم لاكد وهو «ايلولوميش» ثم«انيباكيش» ثم«اكيشاعوش» ثم«لاكب» ثم«اياتا» ثم«ايار» ثم «خايبلكن».
ولم نستطيع التوصل الي أكثر من هؤلاء لقلة المصادر الاثريه الذي نمتلكها.